# Џејсон Беге
Џејсон Беге (енгл. Jason Beghe, IPA:  , рођен 12. марта 1960. у Њујорку, САД) је амерички филмски и телевизијски глумац.